# Nariman Israpiłow
Nariman Magomiedowicz Israpiłow (ros. Исрапилов Нариман Магомедович; ur. 23 lutego 1988) – rosyjski zapaśnik startujący w stylu wolnym (kategoria do 55 kilogramów). Z pochodzenia jest Kumykiem.
Złoty medalista mistrzostw świata juniorów z 2008. Rok później zdobył złoto mistrzostw Europy w Wilnie. Podczas uniwersjady w Kazaniu stanął na najwyższym stopniu podium (2013). Brązowy medalista mistrzostw świata z 2013. Ósmy w Pucharze Świata w 2010 i trzynasty w 2013. Mistrz Rosji w 2013, trzeci w 2009, 2011, 2012 i 2015 roku.